# IC 3467
IC 3467 је спирална галаксија у сазвјежђу Дјевица која се налази на листи објеката дубоког неба у Индекс каталогу.
Деклинација објекта је + 11° 47' 15" а ректасцензија 12h 32m 24,5s. Привидна величина (магнитуда) објекта IC 3467 износи 14,9 а фотографска магнитуда 15,6. IC 3467 је још познат и под ознакама UGC 7686, MCG 2-32-121, CGCG 70-154, VCC 1429, PGC 41572.